# أليسون لوهمان
أليسون ماريون لوهمان (ولدت في 18 سبتمبر، 1979) هي ممثلة أمريكية[ ؟ ] أدت أدواراً بطولية في أفلام (بالإنجليزية: White Oleander)‏ و Where the Truth Lies وFlicka واسحبني إلى الجحيم وأدت أدواراً صغيرة أيضاً في رجال عود الثقاب وسمكة كبيرة وبيولف والعديد من المسلسلات التلفزيوتية أيضاً مثل 7th Heaven وحملات صليبية وباسادينا (كاليفورنيا)

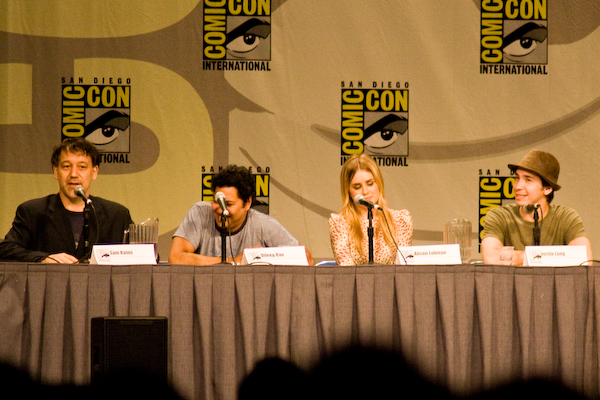
مخرج فيلم إسحبني إلى الجحيم سام ريمي والممثل ديليب راو وأيضا الممثلة أليسون لوهمان وجستن لونغ يناقشون الفيلم في مؤتمر صحفي في سان دييغو عام 2008

## الحياة الشخصية
لوهان ولدت وترعرعت في بالم سبرينغز بولاية كاليفورنيا ، وهي ابنة ديان دنهام ، مالكة متجر للحلويات ، وغاري لوهان ، مهندس معماري. لديها أخ اصغر منها يدعى ، روبرت (ولد في 1982)) ، تحب القطط وتملك قطتين ، كلينت و مونك.

## روابط خارجية
- أليسون لوهمان على موقع IMDb (الإنجليزية)
- أليسون لوهمان على موقع ألو سيني (الفرنسية)
- أليسون لوهمان على موقع أول موفي (الإنجليزية)
- أليسون لوهمان على موقع قاعدة بيانات الأفلام السويدية (السويدية)
- أليسون لوهمان على موقع إن إن دي بي (الإنجليزية)
- أليسون لوهمان على موقع قاعدة بيانات الفيلم (الإنجليزية)
- أليسون لوهمان على موقع كينوبويسك (الروسية)